# Lennart Borchert
Lennart Ole Borchert (* 7. Oktober 1999 in Berlin) ist ein deutscher Schauspieler, der durch seine Rolle des Bastian Neumann in der TV-Serie Alles oder nichts bekannt wurde. Seit Juni 2020 verkörpert Borchert die Rolle des Moritz Bode in der Daily Soap Gute Zeiten, schlechte Zeiten.
Borchert wohnt in Berlin.

## Filmografie
- 2005: Elementarteilchen
- 2018–2019: Alles oder nichts (Fernsehserie, 105 Folgen als Basti Neumann)
- seit 2020: Gute Zeiten, schlechte Zeiten (Fernsehserie, diverse Folgen als Moritz Bode)
- 2020: Lucie. Läuft doch! (Fernsehserie, Folge 1x04)
- 2021: Bettys Diagnose (Fernsehserie, Erste Annäherungen)